# ولادیمیر رمک
ولادیمیر رمک (به انگلیسی: Vladimír Remek) سیاست‌مدار، دیپلمات، نظامی و فضانورد اهل کشور جمهوری چک است که در ۲۶ سپتامبر ۱۹۴۸ میلادی در چسکه بودیوویتسه زاده شد. وی به عنوان اولین فضانورد غیر روس و غیر آمریکایی به همراه فضاپیمای سایوز ۲۸ 2 تا 10 مارس 1978 به فضا سفر کرد. او بین سال های 2004 و 2013 نماینده جمهوری چک در پارلمان اتحادیه اروپایی بود و از سال 2014 به عنوان سفیر کشورش در روسیه خدمت می کند.